# Alliance pour les progressistes
L'Alliance pour les progressistes (en anglais : Alliance for Progressives abrégé AP) est un parti politique botswanais social-libéral.

## Histoire
En juillet 2017, le président du Mouvement botswanais pour la démocratie (en) (BMD), Ndaba Gaolathe, et cinq autres membres de l'exécutif du parti sont expulsés de celui-ci. En conséquence, Gaolathe met en place un nouveau comité de direction, qui est ensuite transformé en un parti dissident, l'Alliance pour les progressistes. Le nouveau parti est officiellement créé le 28 octobre 2017 avec Gaolathe comme chef et Wynter Mmolotsi comme vice-président. Six députés en exercice rejoignent le parti, bien que Haskins Nkaigwa soit ensuite retourné à l'UDC, lui laissant cinq sièges avant les élections générales de 2019.
Les élections voient le parti recevoir 5,12 % des voix, terminant troisième derrière le parti démocratique du Botswana et la coalition pour un changement démocratique. Cependant, il ne conserve qu'un seul siège, Mmolotsi gagnant dans la circonscription de Francistown South.

## Résultats électoraux

### Élections législatives
| Élections | Voix   | %    | Sièges |
| --------- | ------ | ---- | ------ |
| 2019      | 39 561 | 5,12 | 1 / 57 |
| 2024      | 46 799 | 5,60 | 6 / 61 |